# Solomonilla mirabilis
Solomonilla mirabilis är en tvåvingeart som beskrevs av Baranov 1938. Solomonilla mirabilis ingår i släktet Solomonilla och familjen parasitflugor. Inga underarter finns listade i Catalogue of Life.